# Office SHINKOU
Office SHINKOU株式会社（オフィスシンコウ）は、兵庫県宝塚市に本社を置く日本の芸能事務所。

## 概要
ミュージシャンやタレントのマネジメントを手掛けイベント制作などを行っている。
代表取締役である成宮政男は朝日放送の元アナウンサー成宮恒雄と従弟。

## 沿革
- 1986年12月 - 大阪市中央区淡路町にオフィスシンコウ設立
- 2004年5月 - 兵庫県宝塚市に移転
- 2010年5月 - 社名をOffice SHINKOU株式会社に変更[1]
- 2012年5月 - 関東ブロック新設　東京都新宿区

## 所属タレント
- あまゆーず[2]
- 杏蒔[3]
- リーリィ[4]
- 心美[5]